# FBW 40VH
Der FBW 40VH ist ein vom Fahrzeughersteller Franz Brozincevic & Cie Wetzikon (FBW) in den späten 1970er-Jahren entwickeltes, zweiachsiges Busmodell für den Linienverkehr. Im Auftrag der Schweizerischen Reisepost wurden 22 Fahrzeuge unter der Bezeichnung FBW 40VH gebaut. Sie waren als einzige FBW-Busse in den Alpen als Postautos einsetzbar. Sie enthielten einen Unterflur-Gepäckraum, so dass kein Anhänger mitgeführt werden musste. Die Karosserie wurde von der solothurnischen Firma Hess fabriziert.

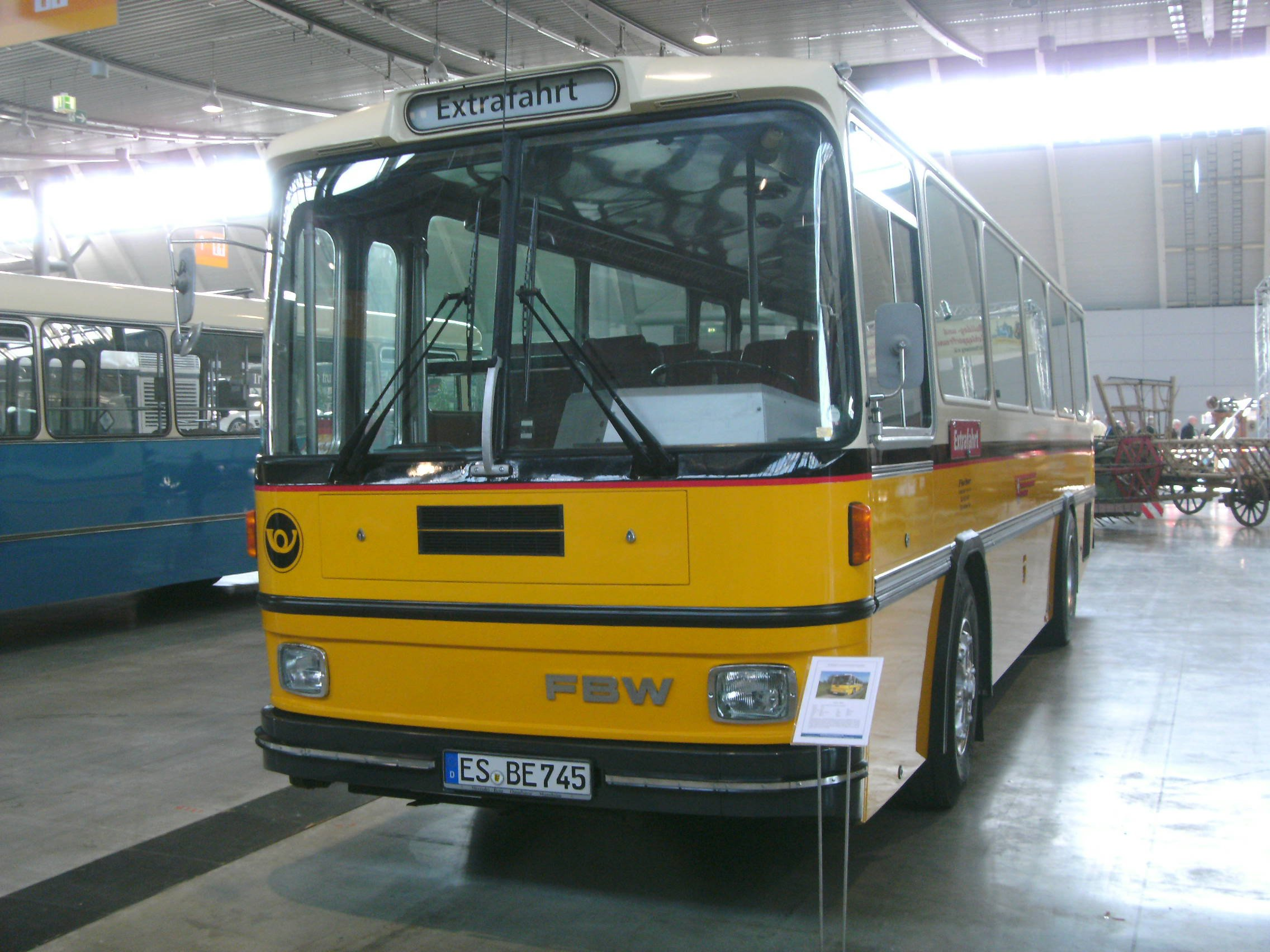
FBW 40VH

## Technische Daten
- Motoren: Mercedes OM 401 A
- Anzahl der Plätze: 41
- Zugelassene Höchstgeschwindigkeit: 95 km/h
- Leistung: 255 PS
- Länge: 9,5 m
- Breite: 2,3 m
- Höhe: 3,04 m

## FBW 40VH heute
Sie wurden wie viele zeitgenössische Busmodelle im Laufe der 90er-Jahre ausrangiert und durch grossräumigere Fahrzeuge ersetzt. Noch betriebsfähige Fahrzeuge werden in der Schweiz von freiwilligen Helfern eines FBW-Clubs erhalten.